# Cité des Trois-Bornes
La cité des Trois-Bornes est une voie du 11e arrondissement de Paris, en France.

## Situation et accès
La cité des Trois-Bornes est une voie située dans le 11e arrondissement de Paris. Elle débute au 3-17, rue des Trois-Bornes et se termine en impasse.

## Origine du nom
Elle porte ce nom en raison de sa proximité avec la rue éponyme.

## Historique
Cette voie est classée dans la voirie parisienne et nivelée par un arrêté du 7 février 1969.